# Phyllophaga godwini
Phyllophaga godwini är en skalbaggsart som beskrevs av Moron och Riley 2005. Phyllophaga godwini ingår i släktet Phyllophaga och familjen Melolonthidae. Inga underarter finns listade i Catalogue of Life.